# Beverly Aadland

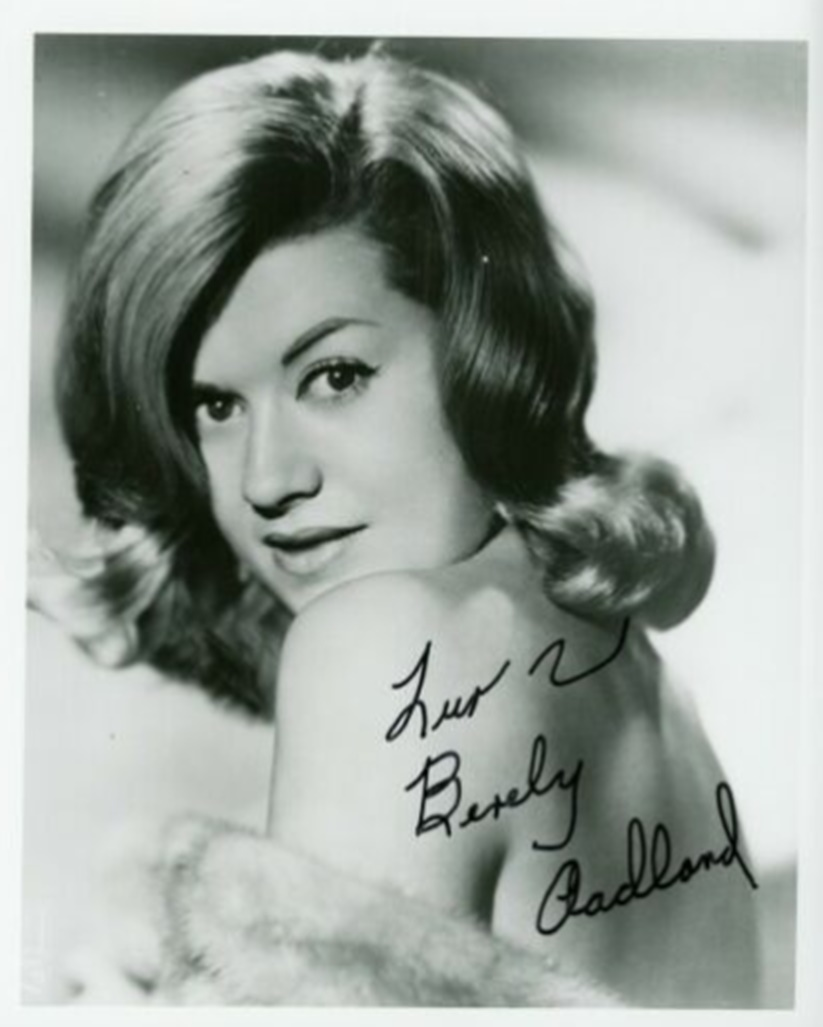
Foto von Beverly Aadland mit ihrer Signatur

Beverly Elaine Aadland, auch Beverly E. Fisher (* 16. September 1942 in Hollywood, Los Angeles, Kalifornien; † 5. Januar 2010 in Lancaster, Kalifornien) war eine US-amerikanische Schauspielerin.

## Leben
Beverly Aadland war die Tochter von Herbert Aadland und seiner Frau Florence (1914–1965); sie wuchs in Hollywood auf und spielte durch Vermittlung ihrer ehrgeizigen Mutter kleine Nebenrollen in einigen Filmen. Im Jahr 1957 traf sie am Set von Die Liebe der Marjorie Morningstar den Schauspieler Errol Flynn. Sie wurde seine Geliebte und spielte an seiner Seite in dessen letztem Film Cuban Rebel Girls. Nach dem Tod des 50-jährigen Flynn an einem Herzinfarkt 1959 wurde die Beziehung auch in der Presse öffentlich und wegen Aadlands Minderjährigkeit ein Skandal. Ohne ihre Zustimmung einzuholen, brachte ihre Mutter Florence 1961 das Buch The Big Love heraus, das ihre Beziehung zu Flynn behandelte. Das Buch wurde für ein Theaterstück adaptiert, das mit Tracey Ullman aufgeführt wurde. Aadland selbst äußerte sich erstmals 1996 zu der Beziehung und erklärte, sie habe ihr Verhältnis mit Flynn nicht bereut. In der Verfilmung Mein Leben mit Robin Hood wurde sie von Dakota Fanning gespielt.
Nach Flynns Tod arbeitete Aadland als Sängerin, Tänzerin und Kellnerin. Sie geriet 1960 erneut in die Klatschspalten, als ihr 20-jähriger Freund William Stanciu bei einem Beziehungsstreit durch einen Schuss starb. Stanciu hatte sie offenbar mit einer Waffe angegriffen und im Kampf hatte sich ein Schuss gelöst. Nach dem Tod Stancius wurde Florence Aadland das Sorgerecht für ihre Tochter entzogen. Nach zwei gescheiterten Ehen heiratete Beverly Aadland im Jahr 1969 Ronald Fisher, mit dem sie bis zu ihrem Tod verheiratet blieb und eine Tochter (* 1980) hatte. Sie starb als Beverly E. Fisher im Januar 2010 im kalifornischen Lancaster an Herzversagen und Diabetes.

## Filmografie
- 1951: Der Tod eines Handlungsreisenden (Death of a Salesman)
- 1958: South Pacific
- 1958: Ihr Leben war ein Skandal (Too Much Too Soon)
- 1958: Die Liebe der Marjorie Morningstar (Marjorie Morningstar)
- 1959: The Red Skelton Show (Fernsehserie, Folge 9x01 Freddie’s Beat Shack)
- 1959: Cuban Rebel Girls